# Liste der Kulturdenkmale in Lautitz
In der Liste der Kulturdenkmale in Lautitz sind die Kulturdenkmale des Ortsteils Lautitz der Großen Kreisstadt Löbau verzeichnet, die bis Januar 2019 vom Landesamt für Denkmalpflege Sachsen erfasst wurden (ohne archäologische Kulturdenkmale). Die Anmerkungen sind zu beachten.

## Liste der Kulturdenkmale in Lautitz
| Bild           | Bezeichnung | Lage                                                          | Datierung | Beschreibung | ID       |
| -------------- | --- | ------------------------------------------------------------- | --- | --- | -------- |
| Weitere Bilder | Denkmal für die Gefallenen des Ersten Weltkrieges | Cunnewitzer Straße (Ecke Weg an der Löbau) (Karte)            | Nach 1918 | Monolith mit Helm und Inschriftentafel, ortsgeschichtlich von Bedeutung | 08960595 |
| Weitere Bilder | Lautitzer Schule | Cunnewitzer Straße 6 (Karte)                                  | 1930er Jahre | Beispiel für den Heimatstil der 1930er Jahre, Verwendung von Elementen ländlicher Bauweise, ortsgeschichtlich von Bedeutung | 08960596 |
| Weitere Bilder | Wohnhaus, ohne Anbau | Cunnewitzer Straße 18 (Karte)                                 | 18. Jahrhundert | Fachwerk im Obergeschoss und Giebel verbrettert, Relikt ländlicher Holzbauweise, baugeschichtlich und straßenbildprägend von Bedeutung | 08960594 |
| Weitere Bilder | Rittergut Lautitz (Sachgesamtheit) | Weg an der Löbau 1 (Karte)                                    | 18./19. Jahrhundert | Sachgesamtheit Rittergut Lautitz mit folgenden Einzeldenkmalen: westliche Scheune, nördliches Wirtschaftsgebäude, die beiden aneinander gebauten südöstlichen Wirtschaftsgebäude sowie die Einfahrtspfeiler auf der Westseite und die Hofmauer (siehe 08960599), der Sandstein-Sarkophag des Johann Ernst von Gersdorff (siehe 08960600) sowie das Herrenhaus als Sachgesamtheitsteil und der Gutspark im östlichen Bereich des Rittergutes (Gartendenkmal); baugeschichtlich, künstlerisch und ortsgeschichtlich von Bedeutung [Störelemente: sämtliche Gebäude auf Flurstück 36/6, Gebäude südlich des nördlichen Wirtschaftsgebäudes und Gebäude am südöstlichen Wirtschaftsgebäude] | 09303362 |
|                | Sandstein-Sarkophag des Johann Ernst von Gersdorff (Einzeldenkmal zu ID-Nr. 09303362) | Weg an der Löbau 1 (ca. 30 m östlich des Rittergutes) (Karte) | Nach 1789 | Einzeldenkmal der Sachgesamtheit Rittergut Lautitz; Standort auf heute verlandeter Insel im Teich, klassizistische Gestaltung mit flachen Reliefs, künstlerisch und ortsgeschichtlich von Bedeutung | 08960600 |
| Weitere Bilder | Westliche Scheune, nördliches Wirtschaftsgebäude, die beiden aneinander gebauten südöstlichen Wirtschaftsgebäude, die Einfahrtspfeiler auf der Westseite sowie die Hofmauer (Einzeldenkmale zu ID-Nr. 09303362) | Weg an der Löbau 1 (Karte)                                    | 18. Jahrhundert (Gutsscheune); 19. Jahrhundert (Wirtschaftsgebäude); Wohngebäude 2. Hälfte 19. Jahrhundert (Wirtschaftsgebäude) | Einzeldenkmale der Sachgesamtheit Rittergut Lautitz; baugeschichtlich und ortsgeschichtlich von Bedeutung | 08960599 |
| Weitere Bilder | Wohnmühlenhaus, Mahlhaus, Überfallwehr und Graben eines Mühlenanwesens | Weg an der Löbau 2 (Karte)                                    | 1808 (Türgewände), Mahlhaus jünger                                                                                              | Baugeschichtlich, ortsgeschichtlich und technikgeschichtlich von Bedeutung | 08960597 |
|                | Wohnstallhaus mit Oberlaube | Weg an der Löbau 15 (Karte)                                   | 18. Jahrhundert | Obergeschoss Fachwerk, in der Konstruktion erhaltenes Relikt der älteren ländlichen Holzbauweise, baugeschichtlich und sozialgeschichtlich von Bedeutung | 08960598 |

## Tabellenlegende
- Bild: Bild des Kulturdenkmals, ggf. zusätzlich mit einem Link zu weiteren Fotos des Kulturdenkmals im Medienarchiv Wikimedia Commons. Wenn man auf das Kamerasymbol klickt, können Fotos zu Kulturdenkmalen aus dieser Liste hochgeladen werden:
- Bezeichnung: Denkmalgeschützte Objekte und ggf. Bauwerksname des Kulturdenkmals
- Lage: Straßenname und Hausnummer oder Flurstücknummer des Kulturdenkmals. Die Grundsortierung der Liste erfolgt nach dieser Adresse. Der Link (Karte) führt zu verschiedenen Kartendiensten mit der Position des Kulturdenkmals. Fehlt dieser Link, wurden die Koordinaten noch nicht eingetragen. Sind diese bekannt, können sie über ein Tool mit einer Kartenansicht einfach nachgetragen werden. In dieser Kartenansicht sind Kulturdenkmale ohne Koordinaten mit einem roten bzw. orangen Marker dargestellt und können durch Verschieben auf die richtige Position in der Karte mit Koordinaten versehen werden. Kulturdenkmale ohne Bild sind an einem blauen bzw. roten Marker erkennbar.
- Datierung: Baubeginn, Fertigstellung, Datum der Erstnennung oder grobe zeitliche Einordnung entsprechend des Eintrags in der sächsischen Denkmaldatenbank
- Beschreibung: Kurzcharakteristik des Kulturdenkmals entsprechend des Eintrags in der sächsischen Denkmaldatenbank, ggf. ergänzt durch die dort nur selten veröffentlichten Erfassungstexte oder zusätzliche Informationen
- ID: Vom Landesamt für Denkmalpflege Sachsen vergebene, das Kulturdenkmal eindeutig identifizierende Objekt-Nummer. Der Link führt zum PDF-Denkmaldokument des Landesamtes für Denkmalpflege Sachsen. Bei ehemaligen Kulturdenkmalen können die Objektnummern unbekannt sein und deshalb fehlen bzw. die Links von aus der Datenbank entfernten Objektnummern ins Leere führen. Ein ggf. vorhandenes Icon  führt zu den Angaben des Kulturdenkmals bei Wikidata.